# Ray Harryhausen
Ray Harryhausen (Raymond Frederick Harryhausen, Los Ángeles, 29 de junio de 1920-Londres, 7 de mayo de 2013) fue un técnico en efectos especiales y productor cinematográfico estadounidense.
Era especialmente conocido por su estilo en la técnica de animación stop motion. Entre sus trabajos más notables figuran El gran gorila en 1949 (junto a Willis O'Brien, película que obtuvo un Óscar a los mejores efectos visuales), Simbad y la princesa en 1958 (su primera película en color), Jasón y los argonautas en 1963 y Furia de titanes en 1981.

## Filmografía
- How to Bridge a Gorge (1942) (productor)
- Tulips Shall Grow (1942) (animador)
- Mother Goose Stories (1946) (productor)
- The Story of Little Red Riding Hood (1949) (productor, animador)
- El gran gorila (1949) (efectos especiales)
- Rapunzel (1951) (productor)
- Hansel and Gretel (1951) (productor)
- The Story of King Midas (1953) (productor)
- The Beast from 20,000 Fathoms (1953) (efectos especiales)
- It Came from Beneath the Sea (1955) (efectos especiales)
- Earth vs. the Flying Saucers (1956) (efectos especiales)
- La bestia de otro planeta (1957) (efectos especiales)
- Simbad y la princesa (1958) (productor asociado, efectos especiales)
- Los viajes de Gulliver (1960) (efectos especiales)
- La isla misteriosa (1961) (efectos especiales)
- Jasón y los argonautas (1963) (productor asociado, efectos especiales)
- La gran sorpresa (1964) (productor asociado, efectos especiales)
- One Million Years B.C. (1966) (efectos especiales)
- El valle de Gwangi (1969) (productor asociado, efectos especiales)
- El viaje fantástico de Simbad (1974) (productor, efectos especiales)
- Simbad y el ojo del tigre (1977) (productor, efectos especiales)
- Furia de titanes (1981) (productor, efectos especiales)
- The Story of the Tortoise & the Hare (2003) (director, coproductor, animador)
- Ray Harryhausen Presents: The Pit and the Pendulum (2007) (productor ejecutivo)

## Exposiciones y bibliografía (Selección)
- Ray Harryhausen creador de monstruos. Exposición comisariada por Asier Mensuro que se celebró en la Fundación Luis Seoane de La Coruña del 20 de julio al 25 de setiembre de 2011. En ella se reflexionaba sobre la figura de la monstruosidad vista a través de las creaciones de este creador de efectos especiales cinematográficos, mostrándose más de 100 dibujos originales, 25 muñecos articulados, storyboards, etc. La exposición además, ponía de relieve el trabajo de Ray Harryhausen en España, mostrando el trabajo de directores artísticos españoles que participaron en sus películas como Fernando González o Gil Parrondo. Archivado el 14 de enero de 2015 en Wayback Machine.
- Ray Harryhausen creador de monstruos; (textos de Asier Mensuro, Alberto Ruiz de Samaniego, Jorge Gorostiza, Domingo Lizcano y Antonio Garcinuño); Editado por la Fundación Luis Seoane y Maia Ediciones, Madrid, 2011.
- Al final de los créditos de la película Pacific Rim se menciona su nombre, reconociéndolo como uno de los precursores de este tipo de películas.
- En la película Corpse Bride, de Tim Burton, el piano que toca Victor en la casa de su prometida tiene escrita la palabra "Harryhausen", como si fuera la marca del piano.
- En la película Monsters, Inc. el restaurante donde cenan Mike y Celia se llama Harryhausen's, como homenaje a Ray Harryhausen.